# Gymnopilus chilensis
Gymnopilus chilensis là một loài nấm thuộc họ Cortinariaceae.